# 新潟大学附属長岡小学校
新潟大学附属長岡小学校（にいがただいがくふぞくながおかしょうがっこう）は、新潟県長岡市学校町にある国立大学法人新潟大学の附属学校。附属長岡小学校と略されることもある。長岡市内や附属長岡小学校内では、附小と略されることが多い。教育目標は「独立自尊」。
校歌の作詞はフランス文学者の堀口大學である。
新潟県女子師範学校附属小学校は、前身にあたる。
児童の服装は制服である。

## 沿革
- 1900年
  - 4月1日 - 新潟県女子師範学校附属小学校として開校。
  - 9月10日 - 長岡新校舎において開校
- 1941年4月 - 長岡女子師範学校附属国民学校と改称
- 1943年4月 - 新潟第一師範学校女子部附属国民学校と改称
- 1947年4月 - 新潟第一学校師範学校女子部附属小学校と改称
- 1949年5月1日 - 新潟大学第一師範学校長岡分校附属小学校と改称。
- 1951年6月1日 - 新潟大学教育学部附属長岡小学校と改称。
- 1999年4月1日 - 新潟大学教育人間科学部附属長岡小学校に改称。
- 2004年4月1日 - 国立大学法人新潟大学教育人間科学部附属長岡小学校に改称。
- 2008年4月1日 - 国立大学法人新潟大学教育学部附属長岡小学校に改称。
- 2020年4月1日 - 国立大学法人新潟大学附属長岡小学校に改称。

## 行事
- 自然教室[1]
- 校園大運動会[1]
- 親善音楽会[1]
- スノースクール[1]

## 入試
定員は男女合計80名であり、新潟大学教育学部附属幼稚園からの内部進学者数も含まれる。毎年12月に入学試験が行われる。しかし現在はほとんどのクラスが定員割れしている。
通学域は長岡市および長岡市に隣接する市町村から徒歩または公共の交通機関で1時間以内で通学できる範囲に在住している者となるが、合格決定後にその地域に移転するという条件でも受験可能なので、実質志願者の在住地域は問われないといえる。別途帰国生徒の入学試験も夏に実施している。